# Oncoba schweinfurthii
Oncoba schweinfurthii là một loài thực vật có hoa trong họ Liễu. Loài này được (Gilg) S. Hul & Breteler mô tả khoa học đầu tiên năm 1997.